# Campeonato Uruguaio de Futebol de 1960 – Segunda Divisão
O Campeonato Uruguaio de Segunda Divisão de 1960, também conhecido oficialmente como Campeonato Uruguayo de Primera División "B" de 1960 ou simplesmente como Primera "B" de 1960, foi a décima nona edição do torneio de segundo nível do futebol profissional do Uruguai. O Danubio conquistou seu segundo título da categoria, garantindo o retorno à primeira divisão.
Quanto ao rebaixamento, para a temporada de 1961, a Associação Uruguaia de Futebol (AUF) decidiu aumentar o número de equipes da Primera "B" de oito para dez. Por isso, foi realizado um torneio de repescagem entre o time que deveria ser rebaixado da "B" (Uruguay Montevideo) e três equipes da Intermedia: Boston River, Marconi e Misiones. Os dois primeiros garantiriam vaga na Primera "B". Após a disputa, o Uruguay Montevideo conseguiu se manter na Segunda Divisão, enquanto Misiones e Boston River tiveram de jogar um desempate pelo acesso, vencido pelo Misiones pelo placar agregado de 4–0.

## Regulamento
O torneio seguiu o formato tradicional de pontos corridos com oito equipes. Cada clube enfrentou os demais três vezes (turno, returno e turno extra), totalizando 21 rodadas. O sistema de pontuação atribuía:
- 2 pontos por vitória
- 1 ponto por empate
- 0 pontos por derrota

O acesso foi decidido por:
- Promoção automática: O campeão (1º colocado) ascendeu diretamente à primeira divisão do Campeonato Uruguaio de 1961.[1]

O rebaixamento utilizou o critério de promedios (média de desempenho em duas temporadas):
- Para clubes presentes em 1959 e 1960: média aritmética dos pontos nestes anos
- Para casos especiais:
  - Danubio (rebaixado da 1ª divisão em 1959): apenas pontuação de 1960
  - Bella Vista (promovido da 3ª divisão em 1959): apenas pontuação de 1960

O lanterna no promedio seria rebaixado à terceira divisão, porém o rebaixamento original foi cancelado.

## Participantes
- Canillitas, Central, Colón, Progreso, River Plate e Uruguay Montevideo: Permaneceram da temporada anterior.[1]
- Danubio: Rebaixado da primeira divisão do Campeonato Uruguaio em 1959.[1]
- Bella Vista: Promovido da terceira divisão de 1959.[1]

## Classificação Final
O Danubio conquistou seu segundo título da Segunda Divisão Profissional Uruguaia em 1960 com uma campanha dominante, somando 30 pontos em 21 jogos (14 vitórias, 2 empates e 5 derrotas), terminando com vantagem de 3 pontos sobre Central e River Plate.
| #  | Equipe             | PTS | J  | V  | E | D  | GP | GC | SG  | Resultado final |
| -- | ------------------ | --- | -- | -- | - | -- | -- | -- | --- | --------------- |
| 1º | Danubio            | 30  | 21 | 14 | 2 | 5  | 44 | 25 | 19  | CAMPEÃO         |
| 2º | Central            | 27  | 21 | 12 | 3 | 6  | 45 | 30 | 15  |                 |
| 3º | River Plate        | 27  | 21 | 12 | 3 | 6  | 44 | 28 | 16  |                 |
| 4º | Bella Vista        | 21  | 21 | 9  | 3 | 9  | 40 | 39 | 1   |                 |
| 5º | Canillitas         | 20  | 21 | 8  | 4 | 9  | 26 | 32 | −6  |                 |
| 6º | Colón              | 15  | 21 | 5  | 5 | 11 | 24 | 30 | −6  |                 |
| 7º | Progreso           | 15  | 21 | 6  | 3 | 12 | 24 | 44 | −20 |                 |
| 8º | Uruguay Montevideo | 13  | 21 | 6  | 1 | 14 | 30 | 49 | −19 |                 |

| Fonte: Segunda División Profesional (em castelhano) |

### Médias de rebaixamento (1959–1960)
O Uruguay Montevideo terminou na última posição no sistema de promedios (média de pontos) entre as temporadas de 1959 e 1960, porém o rebaixamento automátio foi posteriormente cancelado.
| #  | Equipe             | Promedio | Resultado final                   |
| -- | ------------------ | -------- | --------------------------------- |
| 1º | Danubio            | 30.0     |                                   |
| 2º | Central            | 25.0     |                                   |
| 3º | River Plate        | 23.0     |                                   |
| 4º | Bella Vista        | 21.0     |                                   |
| 5º | Colón              | 19.5     |                                   |
| 6º | Canillitas         | 18.5     |                                   |
| 7º | Progreso           | 17.5     |                                   |
| 8º | Uruguay Montevideo | 15.0     | Rebaixamento automático cancelado |

| Fonte: Segunda División Profesional (em castelhano) |

## Quadrangular de Acesso/Permanência
Para a temporada de 1961, a Associação Uruguaia de Futebol (AUF) decidiu aumentar o número de equipes de oito para dez. Por isso, foi realizado um torneio de repescagem entre o time que deveria ser rebaixado da "B", o Uruguay Montevideo, e três equipes da terceira divisão: Boston River, Marconi e Misiones. Dessa repescagem, seriam definidos os dois clubes que subiriam ou permaneceriam na segunda divisão. A outra vaga já estava assegurada pelo Huracán Buceo, campeão da terceirona em 1960. Após a disputa, o Uruguay Montevideo garantiu a permanência, enquanto Misiones e Boston River tiveram de jogar um desempate pelo acesso.
| #  | Equipe             | PTS | J | V | E | D | GP | GC | SG | Classificação                        |
| -- | ------------------ | --- | - | - | - | - | -- | -- | -- | ------------------------------------ |
| 1º | Uruguay Montevideo | 4   | 3 | 2 | 0 | 1 | 3  | 3  | 0  | Vaga garantida na 2ª divisão de 1961 |
| 2º | Boston River       | 3   | 3 | 1 | 1 | 1 | 8  | 7  | 1  | Repescagem pela 2ª vaga              |
| 2º | Misiones           | 3   | 3 | 1 | 1 | 1 | 5  | 4  | 1  | Repescagem pela 2ª vaga              |
| 4º | Marconi            | 2   | 3 | 1 | 0 | 2 | 7  | 9  | −2 |                                      |

| Fonte: El Area (em castelhano) |

| 12 de março de 1961 | Uruguay Montevideo | 1 — 0 | Misiones |  |  |
|                     |                    |       |          |  |  |

| 12 de março de 1961 | Marconi | 5 — 4 | Boston River |  |  |
|                     |         |       |              |  |  |

| 19 de março de 1961 | Boston River | 3 — 1 | Uruguay Montevideo |  |  |
|                     |              |       |                    |  |  |

| 19 de março de 1961 | Misiones | 4 — 2 | Marconi |  |  |
|                     |          |       |         |  |  |

| 26 de março de 1961 | Uruguay Montevideo | 1 — 0 | Marconi |  |  |
|                     |                    |       |         |  |  |

| 26 de março de 1961 | Misiones | 1 — 1 | Boston River |  |  |
|                     |          |       |              |  |  |

### Repescagem pela 2ª vaga
| #  | Equipe       | PTS | J | V | E | D | GP | GC | SG | Classificação                         |
| -- | ------------ | --- | - | - | - | - | -- | -- | -- | ------------------------------------- |
| 1º | Misiones     | 4   | 2 | 2 | 0 | 0 | 4  | 0  | 4  | Vaga assegurada na 2ª divisão de 1961 |
| 2º | Boston River | 0   | 2 | 0 | 0 | 2 | 0  | 4  | −4 |                                       |

| Fonte: El Area (em castelhano) |

| 1 de abril de 1961 | Misiones | 3 — 0 | Boston River |  |  |
|                    |          |       |              |  |  |

| 8 de abril de 1961 | Misiones | 1 — 0 | Boston River |  |  |
|                    |          |       |              |  |  |

## Estatísticas

### Artilharia
- Luis A. Pirez (River Plate) — 17 gols.[6]